# Орден Ультрамаринов
«Орден Ультрамаринов» — цикл Грэма Макнилла в жанре фантастики. Действие цикла разворачивается во вселенной Warhammer 40,000. Сюжет цикла разворачивается вокруг одного из отважных орденов космических десантников — Ультрамаринов. Цикл относится к категории так называемых сопутствующих товаров (англ. merchandise), то есть рассчитан в основном на фанатов.
В 2007 году трилогия «Орден Ультрамаринов» впервые в России была издана под одной обложкой. Три книги цикла были дополнены рассказом «Сила приказа», предысторией к книге «Несущий Ночь» и ко всей серии об Ультрамаринах Сюжет рассказа разворачивается вокруг битвы на Фракии, в которой участвовала четвертая рота Ультрамаринов, под командованием капитана Айдэуса.

## Несущий ночь
«Несущий ночь» (англ. «Nightbringer») — первая книга цикла. Оригинал вышел в 2005 году в издательстве Black Library. В России произведение было выпущено издательством «Азбука» отдельно в 2006 году, а в 2007 году в издании «Орден Ультрамаринов».
Прославленной четвертой роте Ультрамаринов и её новому капитану Уриэлю Вентрису, преемнику капитана Айдэуса, поручили сопроводить эксперта Администратума Арио Барзано к неспокойному миру Павонису. Но вскоре обычное, на первый взгляд, задание оказывается достойным мужества Космических Десантников. Ведь мятежи на Павонисе проходят под руководством таинственного врага Империума — Темных Эльдар. А на кону стоит не только порядок на Павонисе, но и его дальнейшая судьба и даже судьба всей Галактики, ибо под поверхностью этого мира спит древнее божество К’тан, Уриэль Вентрис и его рота расследуют таинственные события которые происходят на этой планете: от бунта и происков темных Эльдар, до склепа некронов и самого К’тана — Несущего Ночь.

## Воины Ультрамара
«Во́ины Ультрамара» (англ. «Warriors of Ultramar») — вторая книга цикла. Оригинал вышел в 2004 году в издательстве Black Library. В России произведение было выпущено издательством «Азбука» в 2007 году, как отдельной книгой, так и в составе издания «Орден Ультрамаринов»
Капитан четвёртой роты Ультрамаринов Уриэль Вентрис от имени своего ордена просит поддержки у мрачного ордена Мортифакторов, когда-то созданного космодесантниками-ультрамаринами в соответствии с заветами Жиллимана. Вместе они должны отстоять мир Тарсис Ультра, на который надвигается нашествие роя тиранидов. Их ждет борьба в космосе и на поверхности планеты, жестокая резня, в которой лишь две альтернативы: победа или смерть. В ходе операции по уничтожению корабля-матки Уриэль и его друг Пазаниус отклоняются от предписаний Кодекса Астартес, добиваясь успеха. Они пока не знают, какую цену придется за это заплатить…

## Чёрное солнце
«Чёрное солнце» (англ. «Dead Sky, Black Sun») — третья книга цикла.
Капитан Ультрамари́нов, Ордена Космического десанта Императора, Уриэ́ль Ве́нтрис разжалован за нарушение священного Кодекса Астартес. И теперь ему предстоит искупить свою вину перед Орденом, исполнив смертельную клятву. Уриель и его друг, Пазаниус, должны в одиночку найти и уничтожить таинственный и смертоносный мир Медренгард, логово космодесантников Хаоса — Железных Воинов. Там Ультрамарины встречают других лояльных космодесантников попавших на Медренгард по разным причинам, а также двоих имперских гвардейцев. После недолгих раздумий, Уриэль решает уговорить этот отряд оказать помощь в выполнении их смертельной клятвы. На его пути встает лидер ренегатов — Ардарик Ваанес, но его мнение не разделяют другие воины, и вскоре Уриэль во главе отряда выдвигается на Халан-гол. После попадания в Халан-гол, отряд Вентриса теряется в коридорах бастиона, и встречается с телохранителем его хозяина, одержимого Оникса. Оникс без труда уничтожает половину отряда, и пленит остальных.

## Книги цикла
- «Несущий Ночь»
- «Воины Ультрамара»
- «Чёрное солнце»
- «Зона поражения»
- «Отвага и честь»
- «Долг Ордену»
- «Мечи Калта»